# Slanské Nové Mesto
Slanské Nové Mesto é um município da Eslováquia, situado no distrito de Košice-okolie, na região de Košice. Tem 30,25 km² de área e sua população em 2018 foi estimada em 475 habitantes.

## Demografia
| Ano:        | 1994 | 2004   | 2014   | 2024   |
| ----------- | ---- | ------ | ------ | ------ |
| Broj ljudi: | 505  | 482    | 499    | 462    |
| Razlika:    |      | -4,55% | +3,52% | -7,41% |

| Ano:               | 2023 | 2024   |
| ------------------ | ---- | ------ |
| Número de pessoas: | 460  | 462    |
| Diferença:         |      | +0,43% |